# Barrière de séparation
« Ligne de contrôle » redirige ici. Pour les autres significations, voir Ligne de contrôle (homonymie) et Ligne de contrôle (Cachemire).

Carte des barrières de séparation dans le monde, construites ou en construction.

Une barrière de séparation est une structure physique — mur, barrière ou clôture — édifiée pour empêcher le mouvement de populations à travers une ligne de démarcation, une frontière ou bien pour séparer des groupes humains. Une barrière de séparation qui suit le tracé d'une frontière internationale est appelée une barrière frontalière. Il en existe plus de 70 en 2023 alors qu'il en existait six en 1989 au moment de la chute du mur de Berlin.
L’édification de ces barrières a généralement pour but de limiter l'immigration ou l'émigration illégale, d’empêcher la contrebande et les trafics, et de réduire l'activité de groupes terroristes, d'opposition ou criminels.

## Structures considérées comme des barrières de séparation

### Régions

#### Europe
- Rideau de fer : pendant la guerre froide, le bloc soviétique ou « Europe de l'Est » était, à l'initiative des pays communistes, séparé de l'« Europe de l'Ouest » par des barrières de natures variées, l'ensemble étant désigné par l'expression « rideau de fer ». Berlin-Ouest était de même entouré par le mur de Berlin.
- Chypre : à la suite de l'invasion militaire turque en 1974, l’île est divisée en une partie nord et une partie sud par une « Ligne verte », ou « Ligne Attila », longue de 300 km.
- Frontière entre la Hongrie et la Serbie : la Hongrie entame le 13 juillet 2015 l'édification d'un mur de quatre mètres de haut et de 175 kilomètres de long renforcé de barbelés, dans le but d'empêcher l'entrée de migrants sur son territoire[3]. La barrière est ensuite étendue vers la frontière avec la Croatie ainsi que vers la frontière avec la Roumanie.
- Murs de la paix (Peace Walls) en Irlande du Nord entre les quartiers catholiques et protestants de Belfast.
- Clôture électrique entre la Belgique et les Pays-Bas pendant la Première Guerre mondiale.
- Frontière entre la Bulgarie et la Turquie : un mur de barbelés anti-migrants[4], érigé aux frais du gouvernement bulgare pour 4,5 millions d’euros, sépare la Bulgarie de la Turquie. Haut de trois mètres et long de trente kilomètres, sur une portion de frontière moins montagneuse où l’entrée est « plus facile » selon les autorités, ce rempart s’ajoute aux caméras thermiques et miradors délimitant l’entrée de l’Union européenne. Le mur doit être prolongé de 130 kilomètres[5]. « Des barbelés plus hauts et plus difficiles à escalader », seront installés selon la police bulgare. Une facture qui pourrait aller jusqu'à 46 millions d’euros, estiment les autorités.
- Le mur de Calais en France, officiellement appelé « mur de protection anti-migrants » par le gouvernement britannique qui l’a financé, est un mur construit en 2016 à Calais, en France, afin de limiter l'afflux de migrants vers le Royaume-Uni.
- La Lituanie veut ériger un mur entre son territoire dans l'Union européenne et la frontière existant avec la Russie à l'enclave de Kaliningrad[6]
- En Europe centrale, particulièrement en République tchèque, en Roumanie et en Slovaquie, des murs séparent les populations nationales des Tsiganes[réf. nécessaire].
- La frontière entre la Norvège et la Russie est parcourue par une barrière construite à partir de septembre 2016, pour empêcher l'immigration en Norvège.
- Italie, Padoue : un mur et une barrière de séparation en acier pour lutter contre le trafic de drogue[7].

#### Proche-Orient

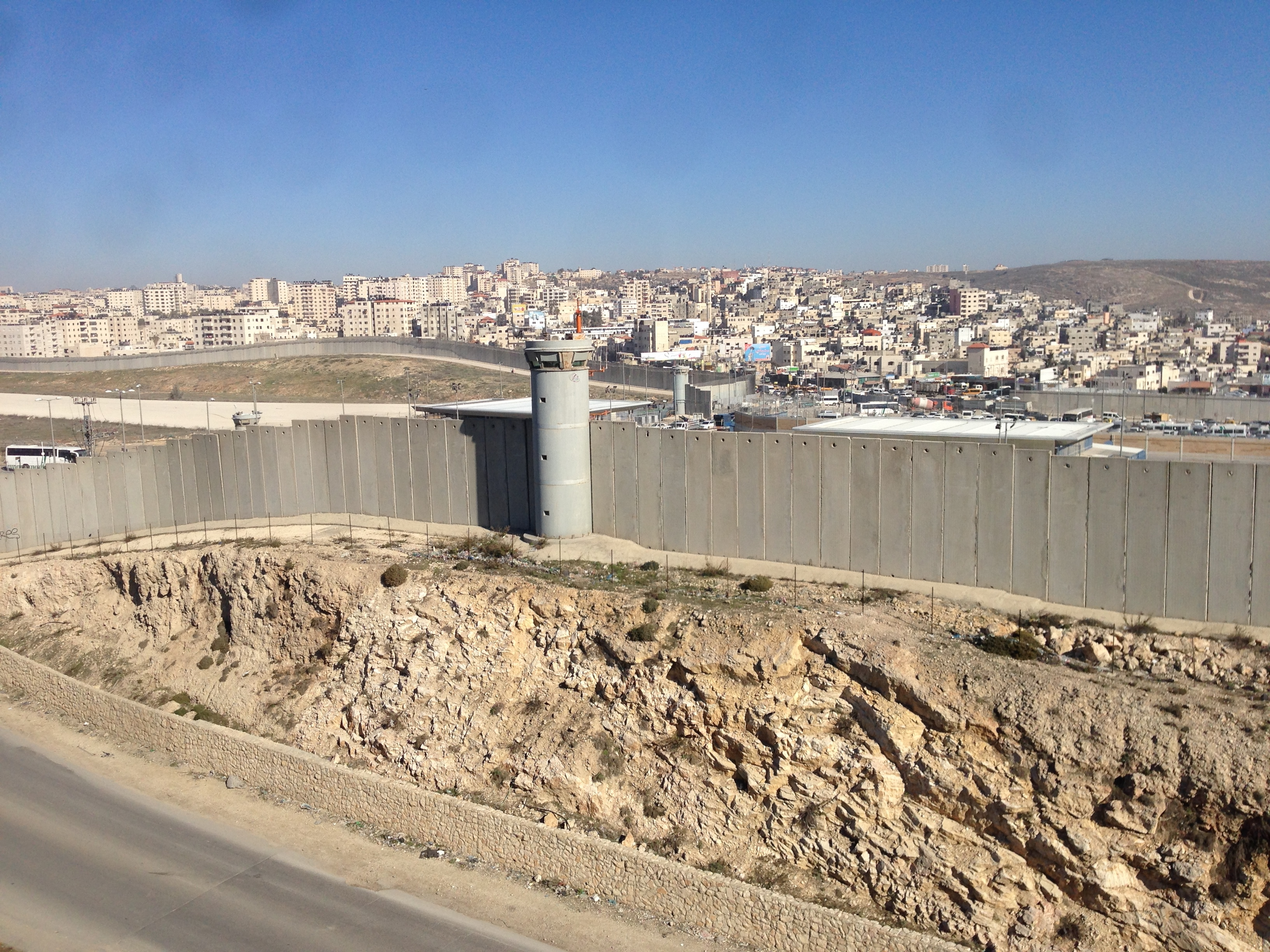
Miradors et mur de séparation israélien au niveau de Kalandia.

- Miradors et mur de séparation israélien au niveau de Kalandia.Les frontières d'Israël avec la Cisjordanie : la construction de la barrière de séparation israélienne a commencé en 2002 en pleine intifada, dans le but d'empêcher des infiltrations de terroristes palestiniens en Israël. Certains reprochent à cette barrière, longue d'environ 681 km, d'empiéter sur des terres agricoles palestiniennes et y voient une tentative d'annexion de territoires. Le gouvernement israélien a assuré de son côté que cette « barrière de sécurité » ne préjugerait en rien du tracé (encore à négocier) des futures frontières et enregistre une nette diminution des attentats contre sa population.
- La frontière d'Israël avec la bande de Gaza : barrière de séparation entre la bande de Gaza (Palestine) et le district sud d'Israël, servant au blocus.
- Égypte-Palestine : barrière de séparation entre les deux pays à la frontière au niveau de la bande de Gaza.
- Irak-Koweït : commencée en 1991, renforcée depuis 2004.
- Arabie saoudite-Irak : en Arabie saoudite, les autorités ont décidé de construire une barrière de protection moderne avec l'Irak pour empêcher les terroristes d'entrer sur le territoire saoudien[8], achevée en 2014. Elle est dotée d'une électronique de pointe, dont 50 stations radar[9].
- EAU-Oman : les Émirats arabes unis édifient à leur frontière avec le sultanat d’Oman une barrière afin notamment de dissuader l'immigration clandestine[8].
- Arabie saoudite-Yémen : commencée en 2003

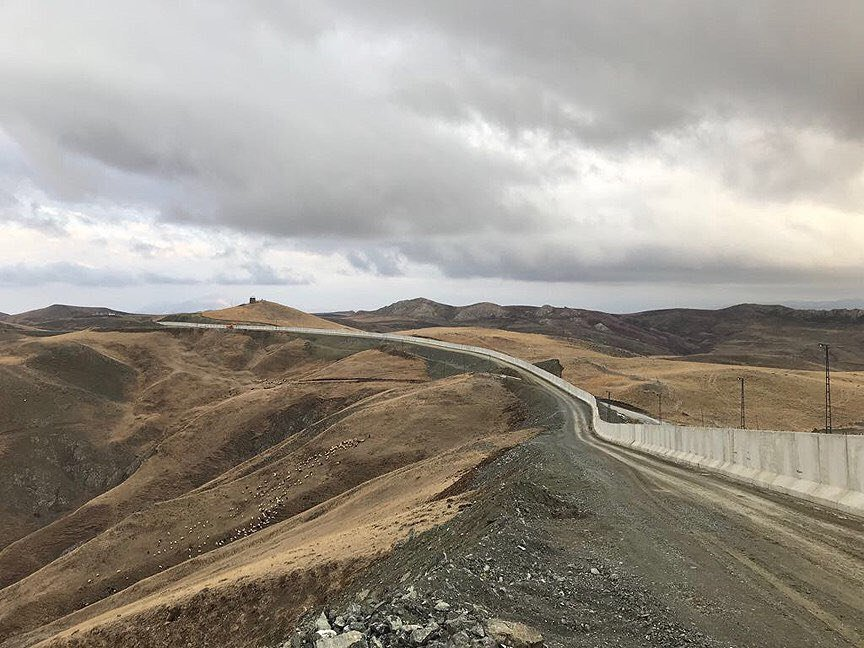
Mur frontalier turc le long de la frontière syrienne. 564 km ont été construits en juin 2018

- Mur frontalier turc le long de la frontière syrienne. 564 km ont été construits en juin 2018Turquie-Syrie : projet de construction par les autorités turques d'une barrière de 2,5 km aux environs du poste frontière de Cilvegözü à la suite d'une attaque terroriste attribuée à Damas le 11 février 2013[10]. De 2014 à septembre 2017, la Turquie a achevé la construction de 730 km du mur long de 828 km séparant la Turquie de la Syrie[11].
- Au Liban, dans le camp de réfugiés des murs sont construits pour séparer la population palestinienne et syrienne de la société. Notamment autour du camp de Ain al-Hilweh, un mur a été érigé.

#### Amérique
- États-Unis-Mexique : une partie de la frontière entre les deux pays est protégée par des barrières. Le Secure Fence Act[12], promulgué en 2006, prévoit d'étendre considérablement les barrières existantes. Il devrait y avoir environ 1 200 km de frontières fortifiées fin 2008[13],[14]. Les installations bénéficient en outre d'importants moyens technologiques : le Secure Fence Act prévoit ainsi la mise en place de systèmes d'éclairage, de capteurs et de radars. Selon un sondage de 2006, 53 % des 1013 Américains consultés seraient hostiles à ce projet[15].
- République dominicaine-Haïti : En février 2022, la construction d'un mur en béton, voulu par le gouvernement dominicain, de 164 km de long, sur les 380 km de frontière terrestre, démarre pour un coût estimé de 37 millions de dollars.

#### Asie de l'Est
- Grande Muraille de Chine, construite par les empereurs chinois pour se protéger contre les « Barbares » du nord et du nord-est (principalement peuples turco-mongols, Xiongnu, Xianbei, tatares, Mongols, Toungouses) avant la grande invasion de l'Empire mongol avec Gengis Khan et ses descendants. Kubilai Khan qui établit la Dynastie Yuan au XIIIe siècle sur toute la Chine fut l'apogée de ces invasions.
- Chine-Corée du Nord : au nord de la ville de Dandong, les autorités chinoises ont aménagé une barrière de fils de fer barbelés, pour éviter l'afflux d'immigrés illégaux nord-coréens à la frontière[8],[16].
- Corée du Sud-Corée du Nord : bande de terre de 248 km de long sur 4 km de large, servant de frontière et de zone tampon entre la Corée du Nord et la Corée du Sud depuis la fin de la guerre de Corée en 1953.
- Chine et Birmanie : Une barrière de métal surmontée de fils barbelés et équipée de caméras de surveillance, dénommée la grande muraille du Sud (南方长城, Nánfāng chángchéng) par la presse chinoise, est en construction depuis septembre 2020 sur les 2000 kilomètres de frontière avec la Birmanie. Les autorités birmanes n'ont pas été prévenues et n'avaient reçu en janvier 2021 aucune réponse à leurs demandes d'explication. Les journaux chinois la présentent comme un mur de sécurité (安全墙, Ānquán qiáng), bâti en coopération avec la Birmanie , pour lutter contre la pandémie du covid 19 [17]. L'ampleur des travaux laisse supposer d'autres raisons comme la lutte contre le trafic de drogues et les sorties clandestines du territoire[18].

#### Asie du Sud
- Inde-Pakistan (Cachemire)
- Inde-Bangladesh : l'Inde devait avoir achevé fin 2007 la construction d'une barrière le long de toute sa frontière avec le Bangladesh, c'est-à-dire sur plus de 4 000 km. D'après le gouvernement indien, cette barrière a plusieurs raisons d'être : enrayer l'immigration illégale, limiter les trafics de drogues et d'armes, ainsi que couper certains mouvements indépendantistes actifs du Nord-Est de l'Inde (Tripura, etc.) de leurs camps d'entraînement au Bangladesh. Le gouvernement du Bangladesh nie l'existence de camps d'entraînement[19]. L'armée des frontières (Border Security Force) tente de contrôler cette immense frontière[20].
- Pakistan-Afghanistan : le Pakistan entreprend depuis mars 2007 la construction d'une barrière de séparation sur sa frontière avec l'Afghanistan. La clôture devrait, à terme, mesurer 32 km de long[21] et traverser le territoire pachtoune. L'objectif du gouvernement d'Islamabad est d'empêcher les islamistes armés d'entrer en Afghanistan depuis le Pakistan.

#### Afrique
- Le mur de la frontière entre la Tunisie et la Libye (anti infiltrations terroristes)
- Espagne-Maroc : les villes autonomes espagnoles de Ceuta et de Melilla, enclavées sur la côte méditerranéenne du Maroc, sont séparées du territoire marocain par des doubles clôtures de 6 m de hauteur, pour arrêter l'immigration clandestine : les barrières de Ceuta et de Melilla[22].
- Le Maroc a construit un Mur des Sables de 2700 km traversant le Sahara occidental. Il sépare le territoire sous contrôle marocain du territoire sous contrôle du Front Polisario. Le Maroc a construit ce mur à partir de 1980.
- Botswana-Zimbabwe : le Botswana a mis en place une barrière métallique électrifiée de 2,50 m de haut, longue de 500 km sur sa frontière avec le Zimbabwe, empêchant toute migration du travail en provenance de ce pays.
- Barrage de Djibouti, installé entre septembre 1966 et 1982, dans l'objectif jamais atteint de restreindre l'accès des migrants à la ville de Djibouti.

## Liste
| Localisation ou nom                | Pays finançant la construction    | Date de construction            | Longueur          | Motivation de la construction                                         |
| ---------------------------------- | --------------------------------- | ------------------------------- | ----------------- | --------------------------------------------------------------------- |
| Mur de Bagdad                      | Irak                              | En construction                 | 5 km              | pacification civile                                                   |
| Peace Walls de Belfast             | Royaume-Uni (Irlande du Nord)     | Années 1970 - début XXIe siècle | 0,5 km en moyenne | Ghetto                                                                |
| Botswana/Zimbabwe                  | Botswana et Zimbabwe              | 2003                            | 500 km            | Anti-migration                                                        |
| Brunei/Limbang                     | Brunei et Malaisie                | 2005                            | 20 km             | Anti-migration                                                        |
| Mur de Calais                      | Royaume-Uni                       | 2016                            | 1 km              | Anti-migration                                                        |
| Barrière de Ceuta                  | Espagne                           | 2001                            | 8 km              | Anti-migration                                                        |
| Chine/Hong Kong                    | Chine                             | Années 1960 - début XXIe siècle | 32 km             | Barrière économique interne                                           |
| Chine/Macao                        | Chine                             |                                 | 0,340 km          | Barrière économique interne                                           |
| Chine/Corée du Nord,               | Chine                             | 2006                            | 1 416 km          | Anti-migration                                                        |
| Chine/Birmanie                     | Chine                             | En construction                 | 2 000 km          | Anti-pandémie covid19 / Contrôle du territoire                        |
| Malaisie/Thaïlande                 | Thaïlande et Malaisie             | Proposée                        | 650 km            | Antiterrorisme                                                        |
| Barrière de Melilla                | Espagne                           | 1998                            | 11 km             | Anti-migration                                                        |
| Inde/Bangladesh,                   | Inde                              | En construction                 | 3 268 km          | Anti-migration                                                        |
| Inde/Birmanie                      | Inde                              | En construction                 | 1 624 km          | Anti-trafic de drogue / Antiterrorisme                                |
| Inde/Cachemire                     | Inde                              | 2004                            | 550 km            | Antiterrorisme / territoire disputé                                   |
| Iran/Pakistan                      | Iran et Pakistan                  | En construction                 | 700 km            | Anti-trafic de drogue                                                 |
| Barrière de séparation israélienne | Israël                            | En construction                 | 703 km            | Antiterrorisme / territoire disputé /                                 |
| Israël-Sinaï                       | Israël                            | En construction                 | km                | Anti-migration                                                        |
| Kazakhstan/Ouzbékistan             | Kazakhstan et Ouzbékistan         | 2006                            | 45 km             | Anti-trafic de drogue                                                 |
| Zone coréenne démilitarisée        | Corée du Nord et Corée du Sud     | 1953                            | 248 km            | Zone de conflit                                                       |
| Afrique du Sud/Mozambique          | Afrique du Sud et Mozambique      | 1975                            | 120 km            | Anti-migration                                                        |
| Koweït/Irak                        | Koweït et Irak                    | 1991                            | 193 km            | Zone de conflit                                                       |
| Pakistan/Afghanistan               | Pakistan                          | En construction                 | 32 km             | Antiterrorisme                                                        |
| Russie/Tchétchénie                 | Tchétchénie (Russie)              | Proposée                        | 700 km            | Antiterrorisme, contrôle de territoire                                |
| Arabie saoudite/Yémen              | Arabie saoudite et Yémen          | 2004                            | 75 km             | Anti-migration                                                        |
| Arabie saoudite/Irak               | Arabie saoudite                   | 2006                            | 900 km            | Anti-terrorisme                                                       |
| Charm el-Cheikh                    | Égypte                            | 2005                            | 20 km             | Antiterrorisme                                                        |
| Égypte/Gaza                        | Égypte                            | 2008                            | 14 km             | Antiterrorisme                                                        |
| Grèce-Turquie                      | Grèce                             | à partir de 2011                | 12 km             | Anti-migration                                                        |
| Turkménistan/Ouzbékistan           | Turkménistan et Ouzbékistan       | 2001                            | 1 700 km          | Anti-migration                                                        |
| Émirats arabes unis/Oman,          | Émirats arabes unis et Oman       | En construction                 | 410 km            | Anti-migration                                                        |
| Ligne verte ou ligne Attila        | Chypre                            | 1974                            | 180 à 300 km      | Zone de conflit                                                       |
| États-Unis/Mexique,                | États-Unis d'Amérique             | En construction                 | 1 200 km          | Anti-migration / Anti-trafic de drogue                                |
| Ouzbékistan/Afghanistan            | Ouzbékistan et Afghanistan        | 2001                            | 209 km            | Anti-migration                                                        |
| Ouzbékistan/Kirghizistan           | Ouzbékistan et Kirghizistan       | 1999                            | 870 km            | Zone de conflit                                                       |
| Mur de via Anelli (Padoue)         | Italie                            | 2006                            | 0,085 km          | Ghetto                                                                |
| Mur des Sables                     | Maroc                             | 1980-1987                       | 2 000 km          | Zone de conflit                                                       |
| Mur de Samarcand                   | Ouzbékistan                       | 2009                            | quelques km       | Urbanisme (cacher les quartiers misérables aux touristes)             |
| Reticolo confinato                 | Italie                            | 1931-193?                       | 270 km            | Frontière Libye-Égypte, lutte contre la Sanousiyya.                   |
| Barrière Algérie-Maroc             | France                            | 1956-1962                       | ?? km             | Lutte contre l'ALN.                                                   |
| Ligne Morice                       | France                            | 1957-1962                       | ?? km             | Frontière Algérie-Tunisie, entre Bône et Tébessa, lutte contre l'ALN. |
| Barrage de Djibouti                | France                            | 1966-1982                       | 14 km             | Mur officiellement anti-migrations                                    |
| Mur de Berlin                      | République démocratique allemande | 1961-1989                       | 155 km            | Contrôle des circulations                                             |